# Heterotis canescens
Heterotis canescens är en tvåhjärtbladig växtart som först beskrevs av Ernst Meyer och Robert Graham, och fick sitt nu gällande namn av Jacq.-fél.. Heterotis canescens ingår i släktet Heterotis och familjen Melastomataceae. Inga underarter finns listade i Catalogue of Life.